# 三線路
三線路，又稱為三線道路，是指台灣台北在日治時代初期興建的4條市區主幹道路，主要利用台北府城城垣拆除後的空間，在城牆原址上改築由安全島分隔成3個分隔道的道路，因而得名。其分為東南西北四段，依序大致等同於今之中山南路、愛國西路、中華路、忠孝西路。
三線路沿路設置行人步道，步道和安全島上種植樹木，因景觀秀麗而有「東方的小巴黎」之稱。而日本統治當局延續前清時期的規劃，將原台北城區域做為總督府、總督府法院、台銀總行、台電本社等高階政府機關及国策会社的中央辦公區，三線路除了是原台北城區域的邊界之外，也構成今日台北市區道路系統的最初骨幹。
1930年代，台灣興起自由戀愛的風氣，當時三線路人車稀少，是情侶約會散步的好地方；而台語流行音樂的著名作詞家周添旺所寫的《月夜愁》歌詞中，亦提及了年少女子於三線路等待無緣愛人的淒美故事，也反映那個時代的台灣社會狀況。

## 歷史
- 明治34年（1901年）：公布「第二次市區改正計劃」
- 明治37年（1904年）：撤除城牆
- 明治42年（1909年）：「三線道路」竣工

## 沿線設施
- 東線
  - 台北市役所
  - 台北州廳
  - 台北第二高等女學校
  - 幸町教會
  - 中央研究所
  - 台北帝大醫學部
  - 台北帝大附屬醫院
  - 總督官邸
  - 東門
  - 日本赤十字社台灣支部
  - 山砲隊

- 南線
  - 專賣局樟腦工場
  - 專賣局
  - 南門
  - 台北師範學校附屬國民學校
  - 台北師範學校
  - 台灣軍司令部
  - 小南門

- 西線
  - 縱貫鐵道
  - 西本願寺
  - 橢圓公園

- 北線
  - 北門
  - 鐵道部
  - 台北郵便局
  - 大阪商船台北支店
  - 台北驛
  - 台灣鐵道飯店